# Louis Victor de Rochechouart de Mortemart
Louis Victor de Rochechouart, visconte di Vivonne (Parigi, 25 agosto 1636 – Parigi, 15 settembre 1688), fu général des galères (generale delle galere, un titolo analogo a quello di ammiraglio) di Luigi XIV e maresciallo di Francia.

## Biografia

### La famiglia e la gioventù
Louis-Victor era figlio di Gabriel (1600 – 1675), marchese e poi (1663) duca di Rochechouart, governatore di Parigi, e di Diane de Grandseigne. Fratello maggiore di Madame de Montespan (1640 – 1707), amante di Luigi XIV,  e di Marie Madeleine de Rochechouart (1645– 1704), detta la regina delle badesse, badessa dell'Abbazia Reale di Fontevrault (Angiò) dal 1670.
Louis-Victor fu uno dei giovani più audaci ed arguti della corte di Luigi XIV del quale fu paggio.
Entrò come volontario nella carriera militare nel 1653 con il grado di capitano nel reggimento della Cavalleria Reale agli ordini di Roger de Bussy-Rabutin. Prestò servizio nelle Fiandre  agli ordini del maresciallo di Francia Henri de La Tour d'Auvergne, visconte di Turenne nella Guerra franco-spagnola che seguì alla guerra dei trent'anni e si distinse negli assalti alle linee di Arras e negli assedi di Landrecies, Condé e Valenciennes.
Divenuto colonnello del reggimento Royal- Etranger, partecipò a due campagne in Italia e quindi chiese di passare in Marina ove fu posto a disposizione di Francesco di Borbone, duca di Beaufort, Gran Maestro della navigazione

### Generale delle galee

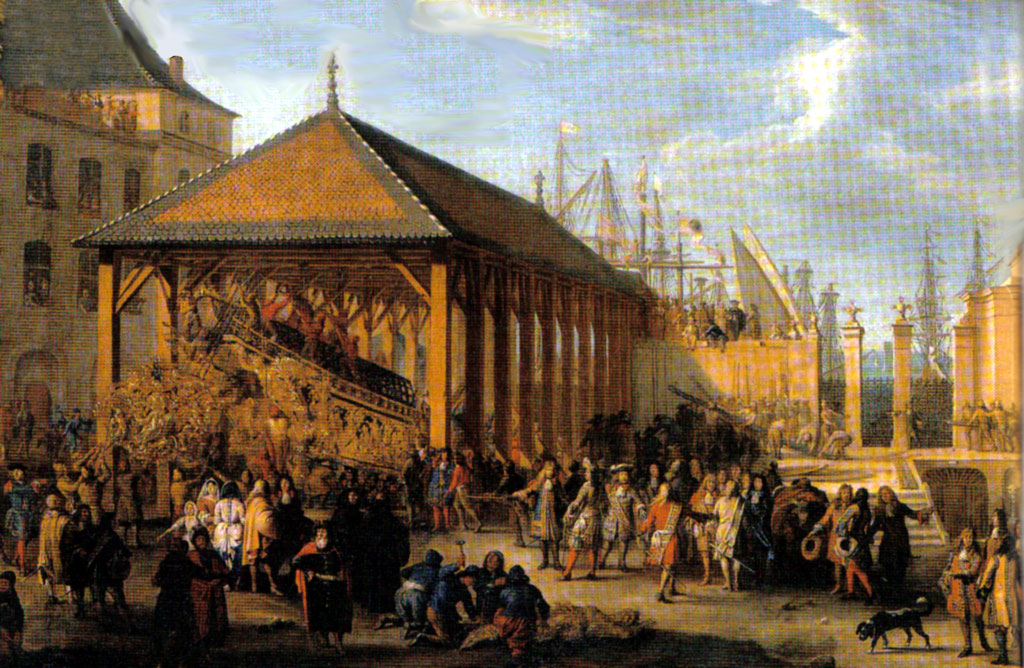
Jean-Baptiste Colbert ed il Maresciallo de Vivonne visitano la galera "la Réale" in costruzione nell'arsenale di Marsiglia

Nel 1663 divenne Pari di Francia e si imbarcò come capitano di vascello con Jean-Paul de Saumeur, detto le Chevalier Paul, (1598 – 1667) e l'anno successivo partecipò alla sfortunata spedizione di Djidjelli. Allo scoppio della guerra di Devoluzione (1667 – 1668) rientrò nelle armate di terra e si distinse negli assedi di Ath, di Tournai, di Douai e di Lilla.
Dopo il Trattato di Aquisgrana (1668) riprese la vita militare in marina come Generale delle galere ad interim partecipando a numerose missioni nel Mediterraneo, e nel 1668 condusse la trattativa per un accordo con il bey di Algeri. Divenuto Generale delle galere effettivo, comandò una squadra navale di 15 galere a remi in soccorso dei Veneziani, inviata a Candia assediata dai turchi. Dopo la morte del Beaufort (25 giugno), Louis Victor tentò di proseguire la lotta e fu ferito durante un combattimento il 24 di luglio. Constatata l'impossibilità di forzare lo sbarramento navale turco, riportò la flotta a Tolone il 28 di ottobre.
Nel 1671 fu incaricato di incrociare lungo le coste della Provenza per cacciare alcuni pirati barbareschi.
All'inizio della Guerra d'Olanda, nel 1672, si trovava nuovamente nell'esercito durante il passaggio del fiume Reno, quando fu ferito alla spalla sinistra da un colpo di moschetto: ciò lo costrinse a portare per sempre il braccio sinistro al collo. Nel 1673 si segnalò nel corso dell'assedio di Maastricht, quindi fu nominato governatore della Champagne nel 1674.

### Maresciallo di Francia e Viceré di Sicilia

Stemma del Maresciallo de Vivonne

L'anno successivo Louis Victor fu inviato con la flotta a soccorrere la città di Messina che nel 1674 si era ribellata alla Corona di Spagna titolare del trono del Regno di Sicilia. Nel febbraio 1675 riuscì a far pervenire i soccorsi alla città cacciando le armate spagnole e quelle siciliane fedeli alla Regia Monarchia di Sicilia e fu nominato Viceré di Sicilia dal Luigi XIV ed in agosto maresciallo di Francia. Lasciò quindi il comando della flotta al Duquesne e al Tourville che nel 1676 sconfissero la flotta ispano-olandese ad Agosta (22 aprile e a Palermo (2 giugno). Egli dichiarò alla popolazione locale che il Re Sole non ha a cuore nulla più che il trionfo delle vittime contro i loro oppressori e fu molto sorpreso allorché, nel gennaio 1678, il re gli ordinò di abbandonare la piazza. In effetti la popolazione si era nel frattempo rivoltata contro i suoi stessi difensori. Fu rimproverato al Vivonne di aver chiuso gli occhi di fronte agli eccessi commessi dai francesi nei confronti dei siciliani, il che aveva provocato un gran numero di omicidi di ufficiali francesi. In effetti, lasciatosi andare alle mollezze ed ai piaceri, nonostante il suo precario stato di salute, sembrava che il viceré  di Sicilia avesse tollerato, dopo un po', l'indisciplina delle sue truppe.
Messina fu evacuata dai francesi l'8 aprile 1678 ed il Vivonne cessò così per sempre il suo servizio militare sul mare.

### Primo gentiluomo di Camera del Re
Rientrato a Parigi, succedette al padre nella carica di Primo gentiluomo di Camera del Re. Condusse da allora una vita di voluttuoso cortigiano, diventando uno dei più intimi del sovrano: il suo spirito intelligente divertiva molto Luigi XIV. Egli inoltre era molto legato a Molière, Boileau, che egli presentò a Louis XIV, Paolo Lorenzani, La Fontaine.
A 52 anni egli giunse all'apice della sua ricchezza, ma la morte improvvisa dell'unico figlio maschio nel 1688 lo afflisse molto ed egli non tardò a seguirlo nella tomba.

## Matrimonio e figli
Louis Victor sposò Antoinette Louise de Mesmes (1640–10 March 1709) allo Château de Beyne nel settembre 1655. La coppia ebbe sei figli tre dei quali avrebbero avuto discendenza.
- Gabrielle de Rochechouart (1658 – 24 ottobre 1733) nubile; Badessa di Beaumont-lès-Tours come sua cugina di secondo grado Enrichetta Luisa di Borbone;
- Charlotte de Rochechouart  (1660 – 18 April 1729) sposò Enrico, Duca d'Elbeuf (figlio di Carlo III, duc d'Elbeuf ed Élisabeth de La Tour d'Auvergne) ed ebbe figli;
- Louis de Rochechouart (1663 – 3 aprile 1688) sposò Marie Anne Colbert, figlia di Jean Baptiste Colbert il 14 febbraio 1679 ed ebbe figli; noto come il prince de Tonnay-Charente; i suoi discendenti includono l'attuale Duca di Noailles e l'attuale Marchese di Lansdowne through Émilie Jane de Flahault de Billarderie;
- Marie Élisabeth de Rochechouart (1663 – 5 maggio 1718) sposò Joseph François de La Croix, Marchese de Castries il 19 maggio 1693 ed ebbe figli; fu dama di compagnia di sua cugina la Duchessa d'Orléans;
- Louise Françoise de Rochechouart  (1664 – 16 febbraio 1742) nubile; Abbess in Fontevrault; condivide il nome con le sue cugine, la Duchessa di Borbone e Mademoiselle du Maine;
- Gabrielle Victoire de Rochechouart (1670 – 23 aprile 1740) sposò Alphonse de Créquy il 12 settembre 1702 e non ebbe figli;

## Stemma
| Image | Stemma |
| ----- | --- |
|       | Louis Victor de Rochechouart de Mortemart Conte poi duca di Vivonne, duca di Mortemart (detto « di Vivonne ») e pari di Francia, principe di Tonnay-Charente, Generale delle galee di Francia e Maresciallo di Francia |